# Bajon
Il Bajon è un genere musicale e uno stile di danza nato nel nordest del Brasile negli anni quaranta del XX secolo.

## Storia

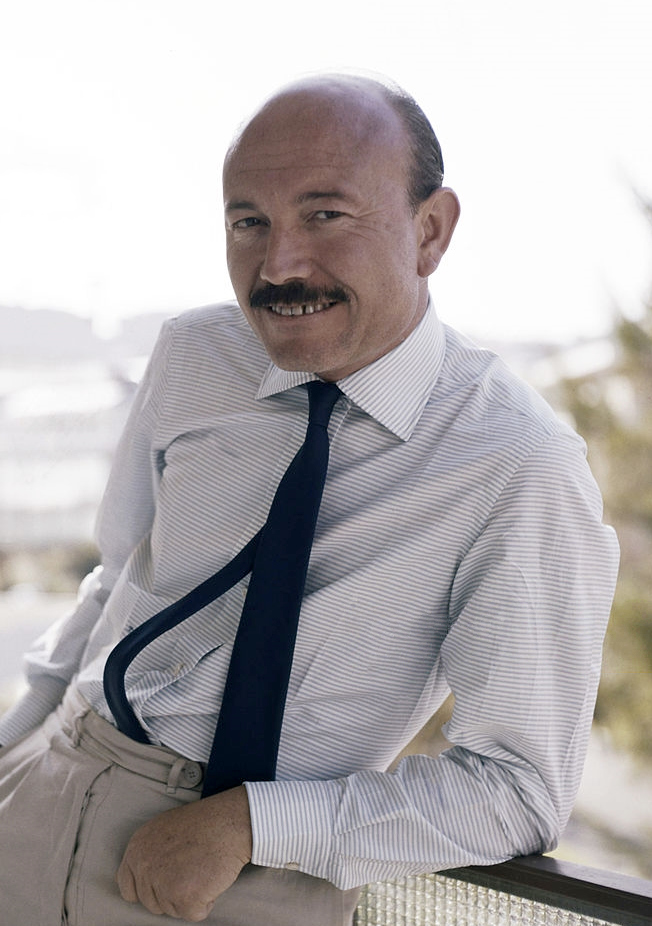
Armando Trovajoli, compositore di El Negro Zumbón

Il Bajon (in portoghese Baião) nacque incorporando elementi di tradizioni indigene e musica meticcia, africana ed europea: secondo lo storico e folclorista Câmara Cascudo era una danza popolare dalla fine del XIX secolo.
In origine la musica era sostenuta solo dagli accompagnamenti eseguiti da strumenti come il violão e la viola, ambedue simili alla chitarra; in seguito man mano che diventava più popolare, iniziarono ad aggiungersi le orchestrazioni.
Comininciò a espandersi negli anni quaranta grazie al successo di Luiz Gonzaga, considerato "il re del bajon".
Nonostante l'area relativamente piccola in cui si sviluppò la sua maggiore popolarità, una notevole varietà di musica è associata al bajon, riflettendo il suo status di musica tradizionale e di danza tradizionale nel Nordest del Brasile. Tra gli artisti di punta si possono citare Luiz Gonzaga, Selma do Côco, Humberto Teixeira, Sivuca, Carmélia Alves, Dominguinhos, Elba Ramalho, Eddie Barclay e la sua Orchestra, Ary Lobo. 
Si diffuse in Europa negli anni cinquanta.
In Italia arrivò grazie alla colonna sonora del film Anna di Alberto Lattuada, che conteneva il brano El Negro Zumbón scritto in questo stile da Armando Trovajoli con il testo in spagnolo di Francesco Giordano. Il brano ebbe in seguito un numero  considerevole di cover.
Negli anni successivi il bajon entrò nel repertorio di molti artisti, tra cui Phil Spector (in Be My Baby), Jerry Leiber e Mike Stoller (in There Goes My Baby, incisa dai Drifters) e da Burt Bacharach (Any Day Now).

## Alcuni brani musicali bajon realizzati in Italia
- 1951: El Negro Zumbón cantato da Flo Sandon's
- 1953: Ballate col bajon eseguito dal Quartetto Cetra[9]
- 1953: Colpa del bajon eseguito da Nilla Pizzi e Gino Latilla[10].
- 1959: Romanina del bajon cantato da Claudio Villa[11].